# McLeod-Nunatakker
Die McLeod-Nunatakker sind eine isolierte Gruppe Nunatakker im ostantarktischen Enderbyland. Sie ragen 56 km südöstlich der Tula Mountains auf.
Kartiert wurden sie anhand von Luftaufnahmen, die Teilnehmer einer Mannschaft der Australian National Antarctic Research Expeditions im Jahr 1956 anfertigten. Einen ersten Besuch stattete dem Berg eine Schlittenmannschaft unter der Leitung des australischen Geodäten Graham Alexander Knuckey (1934–1969) im Dezember 1958 ab. Das Antarctic Names Committee of Australia (ANCA) benannte die Nunatakker nach Ian Roderick McLeod (* 1931), ein Mitglied der Schlittenmannschaft.